# Pietro Loredan
Pietro Loredan, född 1481, död 1570, var en venetiansk doge. Han var regerande doge av Venedig 1567–1570. 